# Gnorimus armeniacus
Gnorimus armeniacus är en skalbaggsart som beskrevs av Edmund Reitter 1887. Gnorimus armeniacus ingår i släktet Gnorimus och familjen Cetoniidae. Inga underarter finns listade i Catalogue of Life.